# 夏人伟
夏人伟（1933年—），男，上海奉贤人，中国飞机设计专家，曾任北京航空学院教授、博士生导师，中国航空学会名誉理事。